# Dolní Pohleď
Obec Dolní Pohleď (německy Pochled) se nachází v okrese Kutná Hora, kraj Středočeský, asi 2,5 km východně od Zruče nad Sázavou. Žije zde 128 obyvatel. Součástí obce je i vesnice Měchonice.

## Historie
První písemná zmínka o obci pochází z roku 1399.

### Územněsprávní začlenění
Dějiny územněsprávního začleňování zahrnují období od roku 1850 do současnosti. V chronologickém přehledu je uvedena územně administrativní příslušnost obce (osady) v roce, kdy ke změně došlo:
- 1850 země česká, kraj Pardubice, politický okres Ledeč, soudní okres Dolní Kralovice[4]
- 1855 země česká, kraj Čáslav, soudní okres Dolní Kralovice
- 1868 země česká, politický okres Ledeč, soudní okres Dolní Kralovice
- 1939 země česká, Oberlandrat Německý Brod, politický okres Ledeč nad Sázavou, soudní okres Dolní Kralovice[5]
- 1942 země česká, Oberlandrat České Budějovice, politický okres Ledeč nad Sázavou, soudní okres Dolní Kralovice[6]
- 1945 země česká, správní okres Ledeč nad Sázavou, soudní okres Dolní Kralovice[7]
- 1949 Jihlavský kraj, okres Ledeč nad Sázavou[8]
- 1960 Středočeský kraj, okres Kutná Hora
- 2003 Středočeský kraj, obec s rozšířenou působností Kutná Hora

## Doprava
Dopravní síť
- Pozemní komunikace – Do obce vedou silnice III. třídy. Ve vzdálenosti 0,5 km lze najet na silnici II/126 Kutná Hora - Zbraslavice - Zruč nad Sázavou - Trhový Štěpánov.

- Železnice – Železniční trať ani stanice na území obce nejsou. Nejblíže obci je železniční zastávka Horka nad Sázavou ve vzdálenosti 1,5 km ležící na trati 212 v úseku Zruč nad Sázavou - Ledeč nad Sázavou.

Veřejná doprava 2011
- Autobusová doprava – Z obce vedly příměstské autobusové linky např. do těchto cílů : Čáslav, Kutná Hora, Ledeč nad Sázavou, Zruč nad Sázavou (dopravce Veolia Transport Východní Čechy, a. s.).

## Galerie

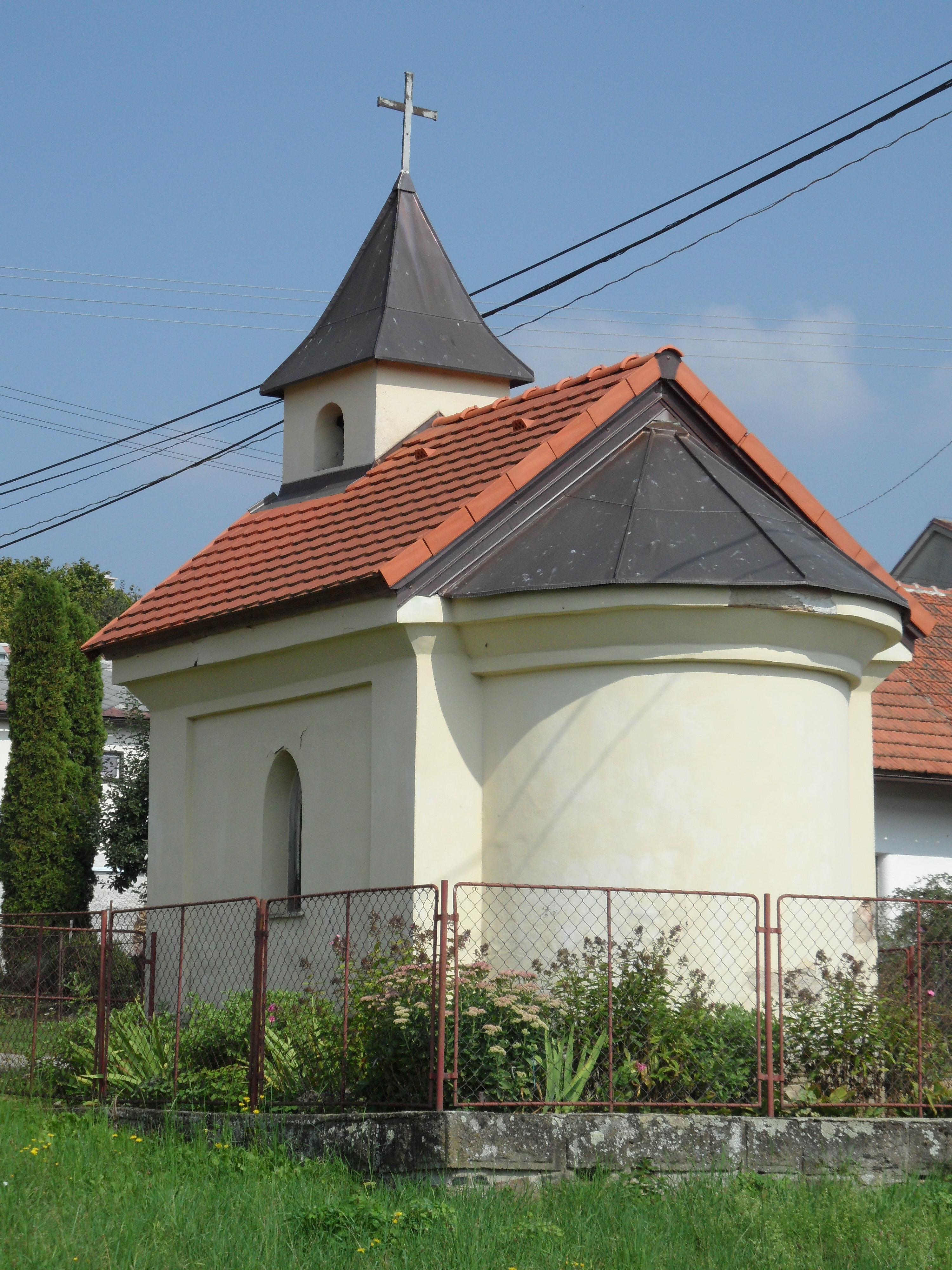
Kaplička od jihu
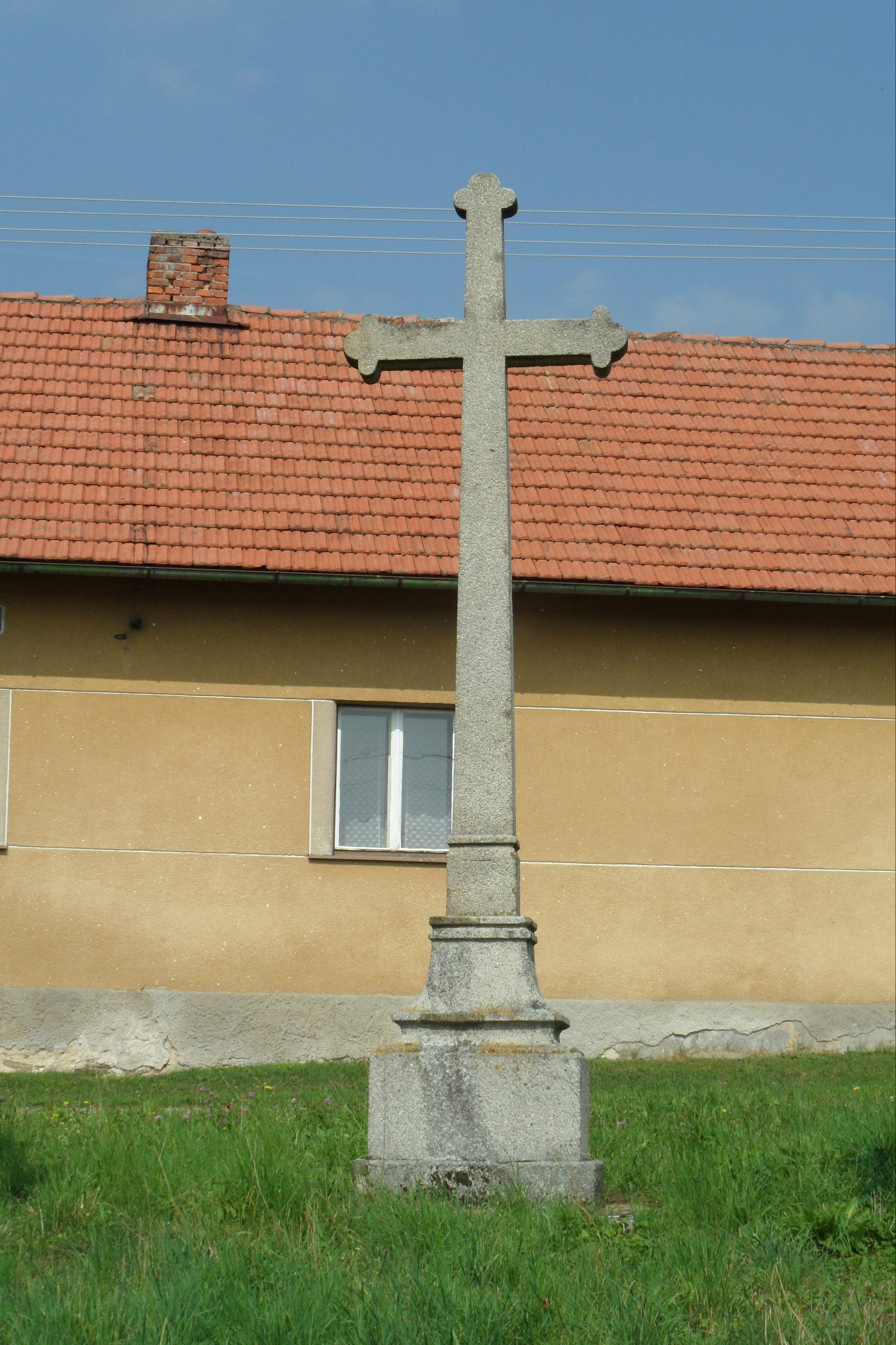
Křížek
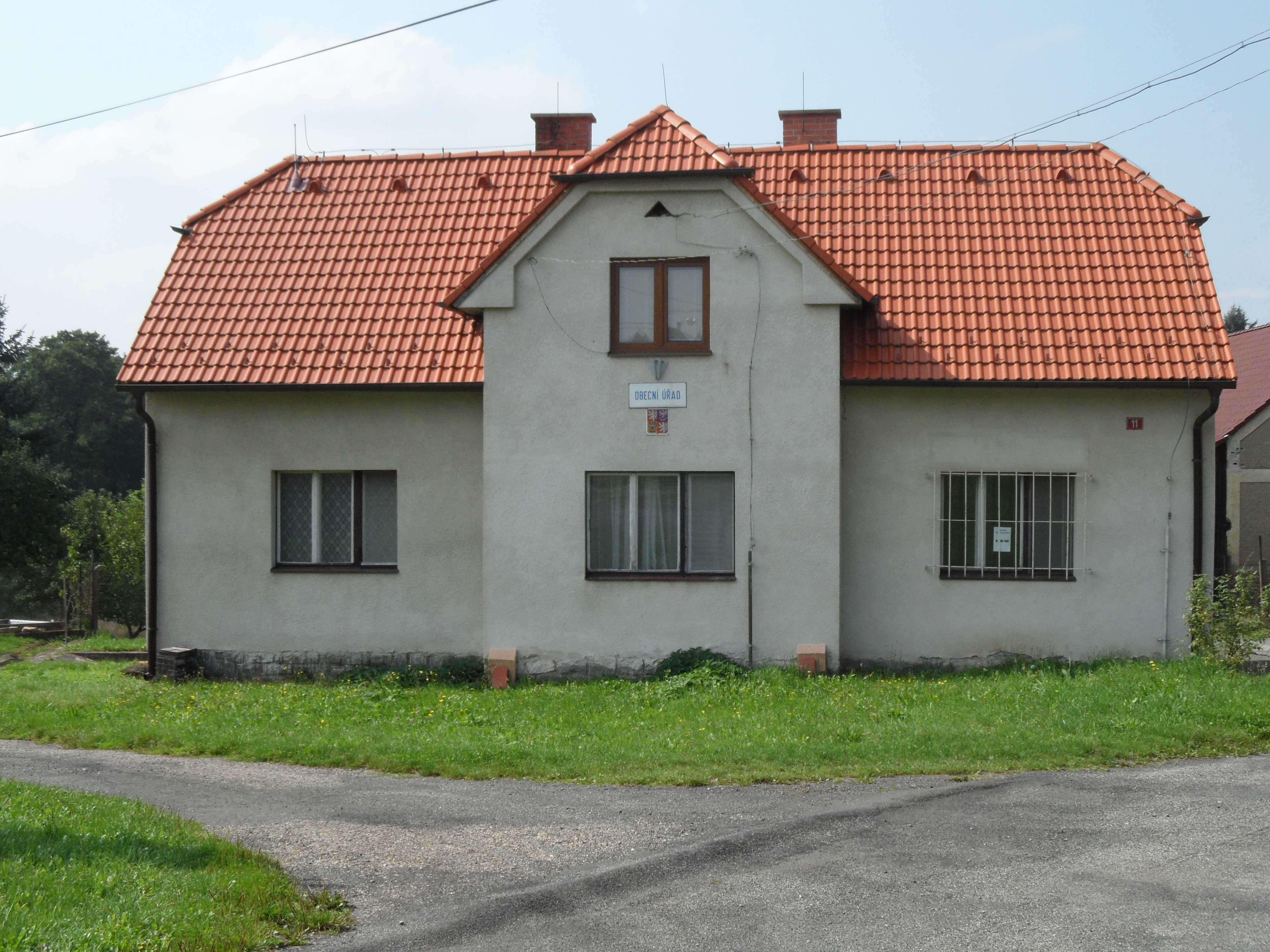
Obecní úřad
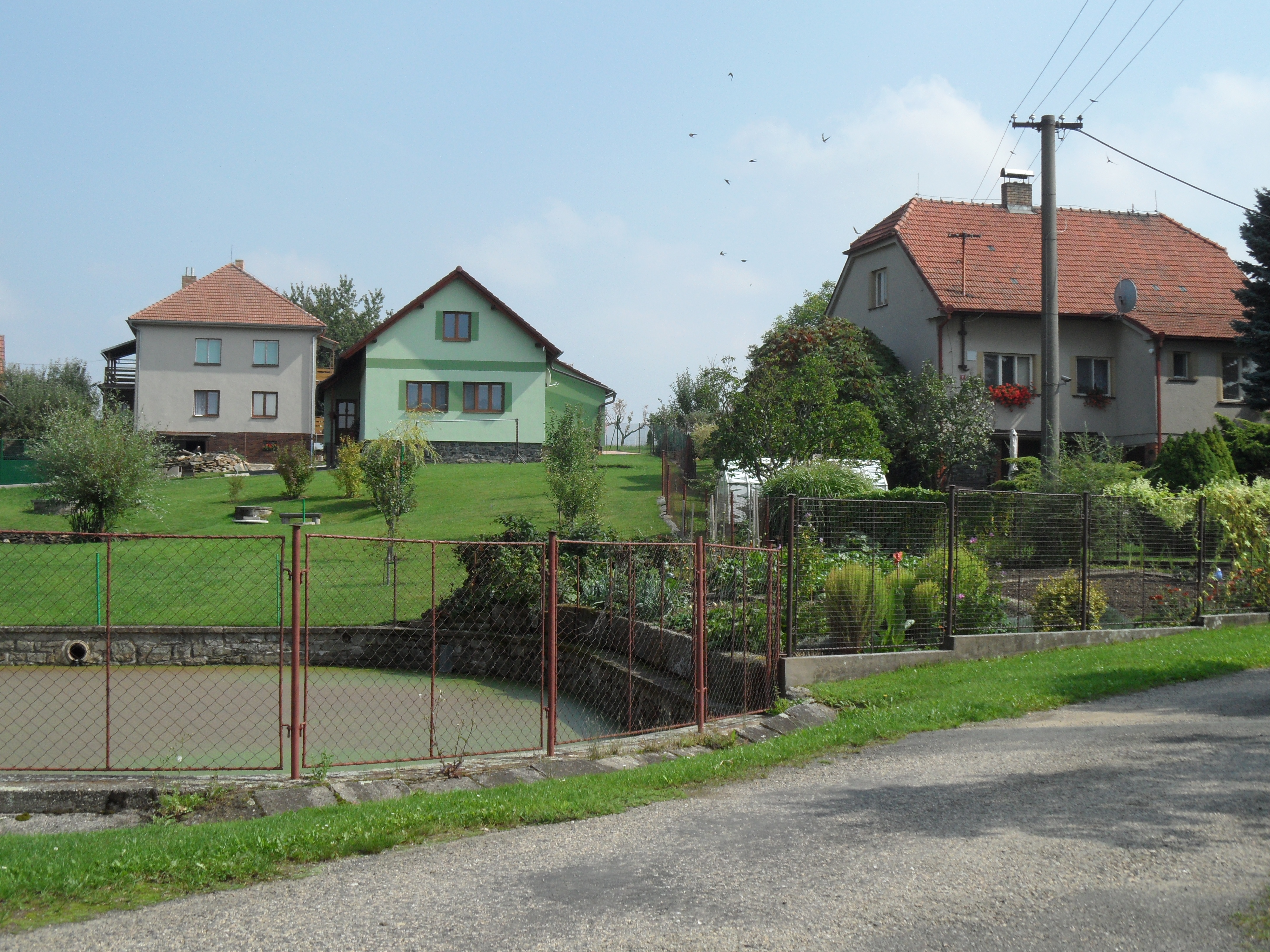
Domy u rybníčku